# Берталан Секей
Берталан Секей (угор. Bertalan Székely; 8 травня 1835, Коложвар, Угорщина — 21 серпня 1910, Будапешт, Угорщина) — угорський історичний художник і портретист. Працював у стилях романтизму та академізму.

## Життєпис
Народився в родині, що належала до трансильванського дворянства. Батько Секея був секретарем при суді. Хоча в родині бажали, щоб Берталан став інженером, він навчався у Відні в Академії образотворчих мистецтв у 1851—1855 роках. Учителями Секея були Петер Йоганн Непомук Гайгер і Карл Раль. Потім він повернувся до рідного Коложвара (нині Клуж-Напока, Румунія), де протягом трьох років працював учителем мистецтва. Згодом рік працював у графа Айхельбурга в Маршендорфі, після чого одружився і переїхав до Мюнхена, де навчався з Карлом фон Пілоті. У цей період життя Секей уперше зацікавився історичним живописом. З 1862 року проживав у Пешті (з 1873 — частина Будапешта).
Наступного року Секей виграв у мистецькому конкурсі з картиною «Втеча імператора Карла VII» і використав виграні кошти для подорожі до Нідерландів і Парижа, з якої повернувся 1864 року. Секей став одним із перших художників, залучених до викладання у новоствореній Угорській королівській школі малювання (нині Угорський університет образотворчих мистецтв) в 1871 році й був директором закладу в 1902—1905 роках.
У 1860-1880-х роках Секей писав переважно портрети й жіночі фігури, а потім повернувся до ландшафтів. Також він створив декоративні мурали в церкві Матяша, Будапештській опері та ратуші Кечкемета. Пізніше він зацікавився дослідженнями Едварда Майбріджа й Етьєна-Жуля Маре й провів деякі власні.

## Галерея

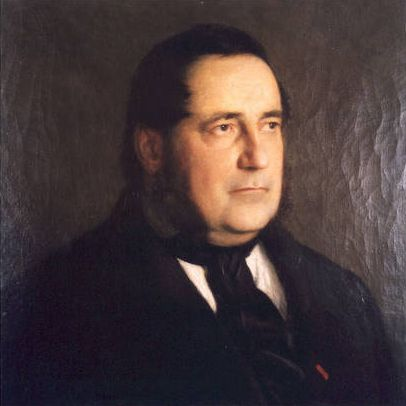
Портрет Адальберта Штіфтера (1863)
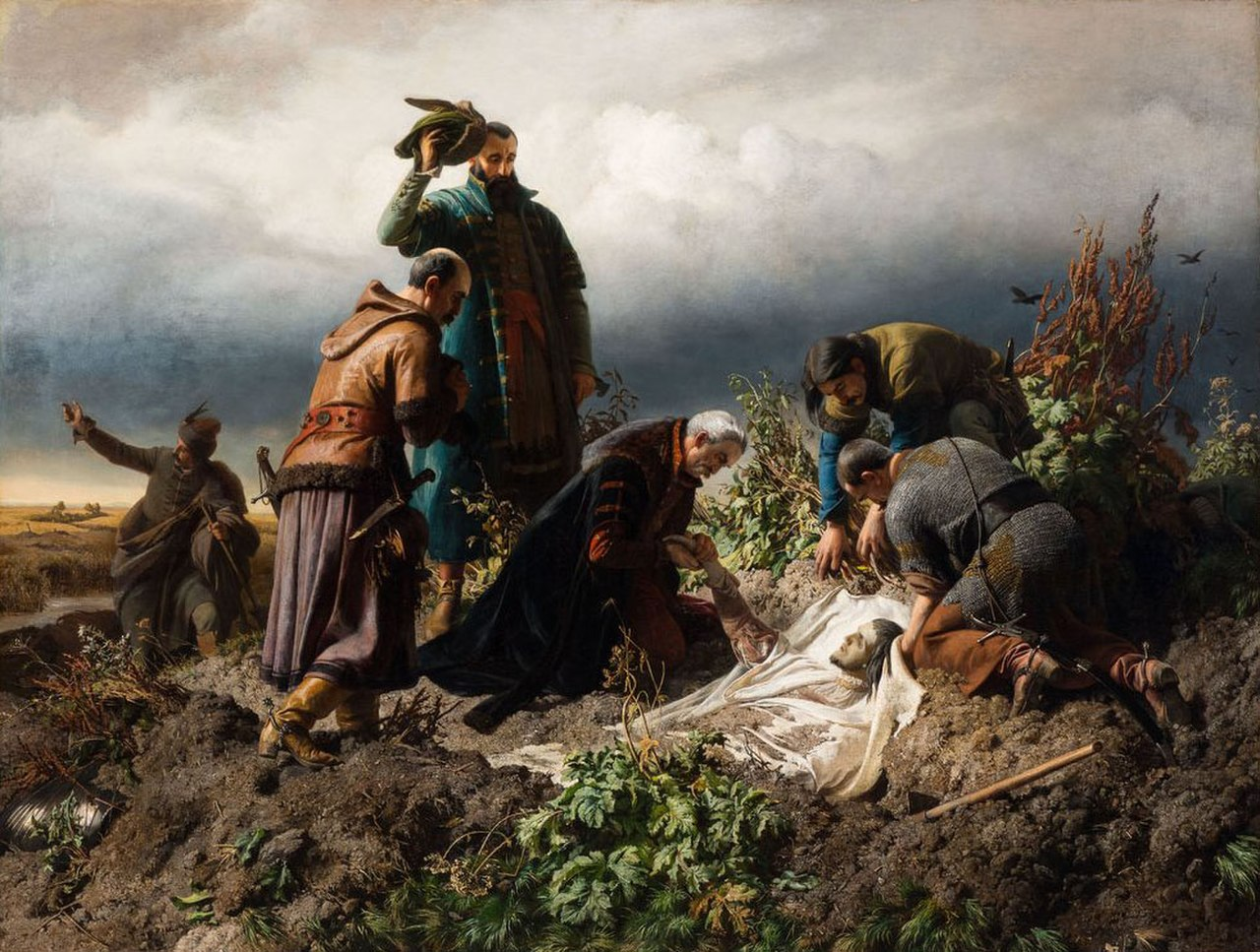
Знаходження тіла короля Людовика II (1860)
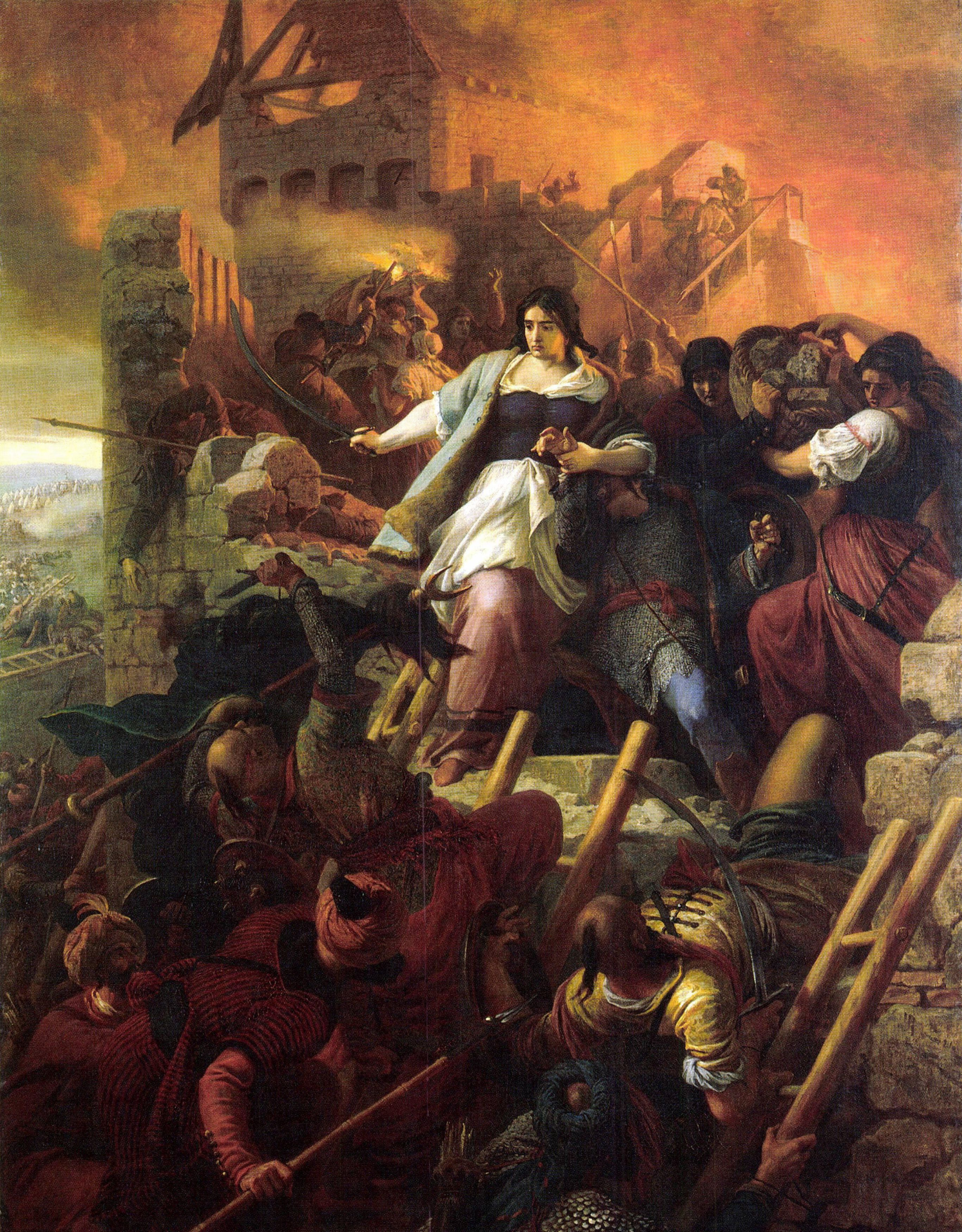
Жінки Егера (1867)
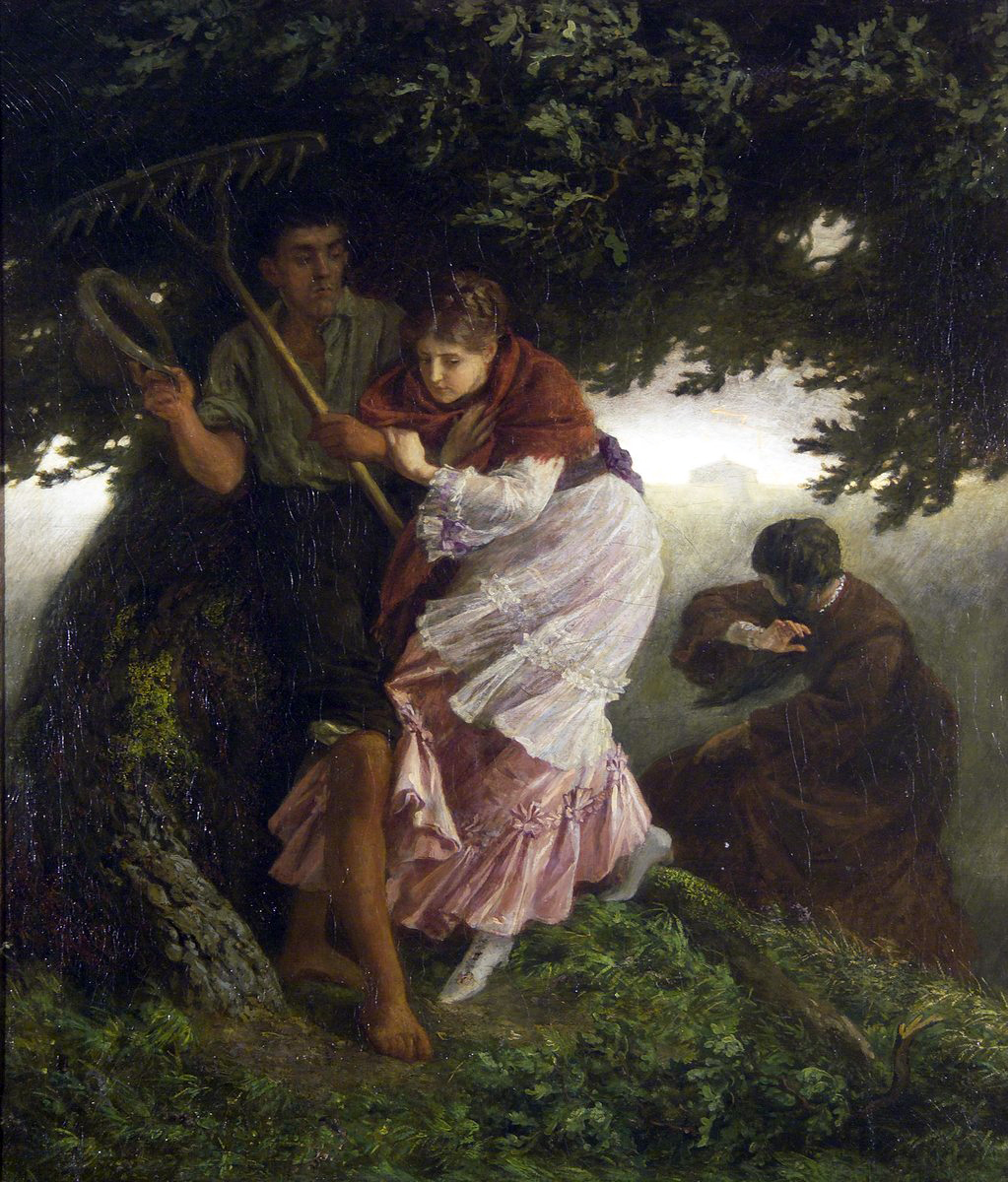
Гроза (1875)
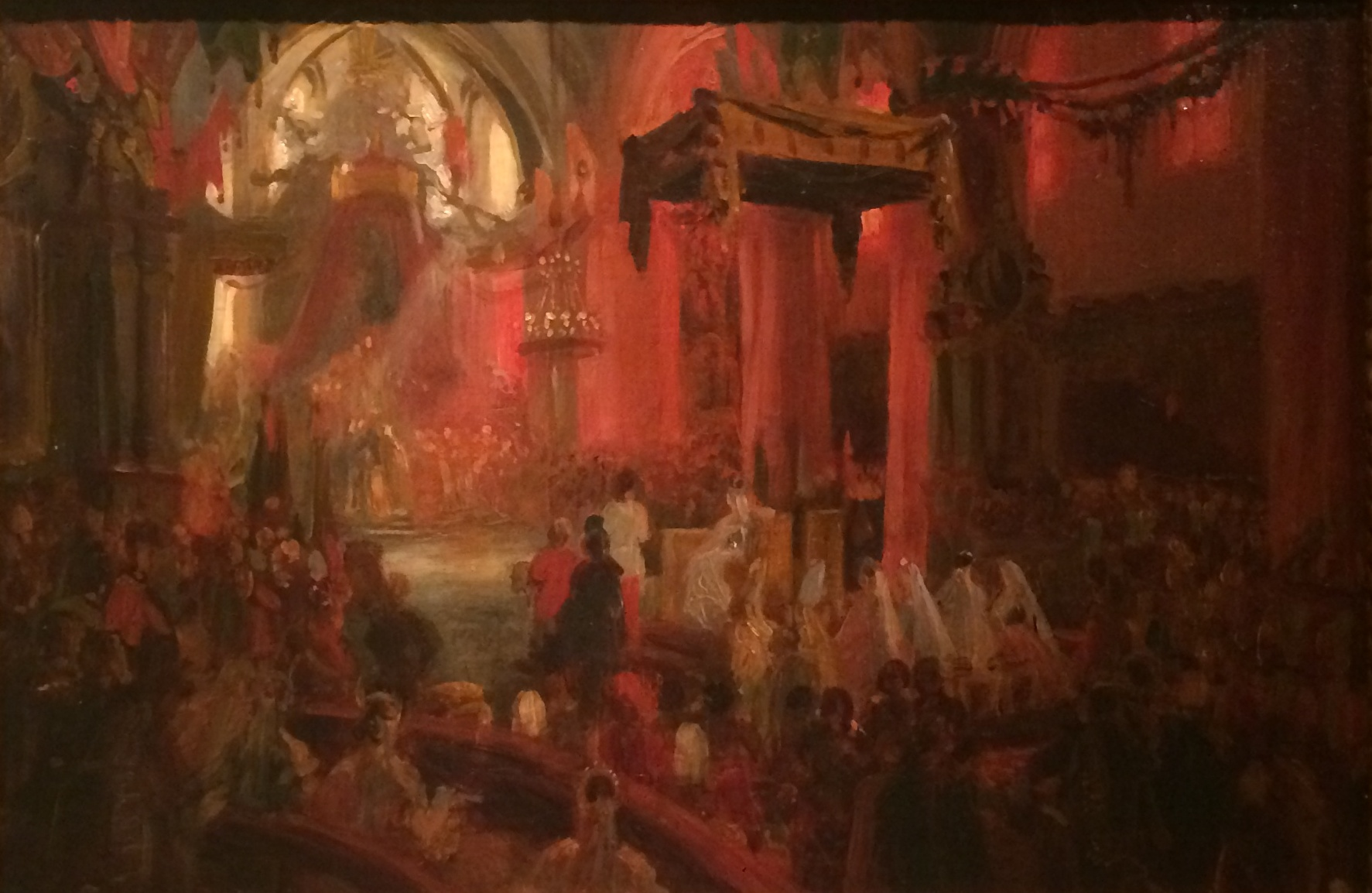
Коронація Франца Йосифа I (1867)
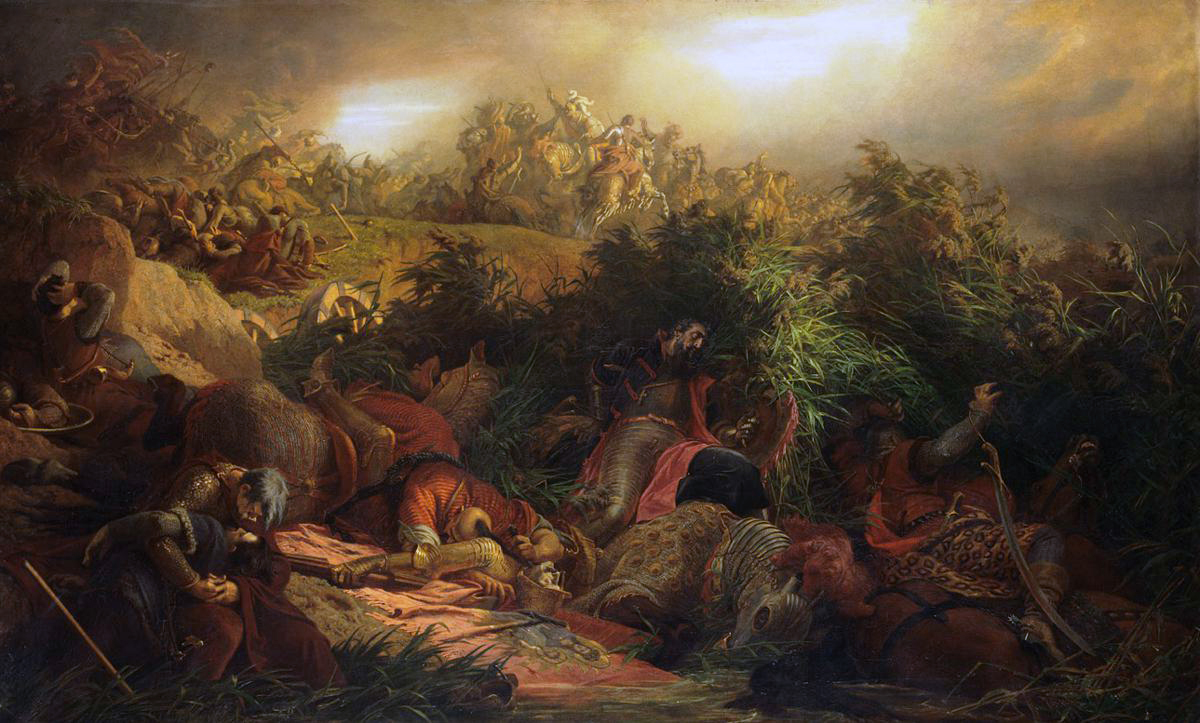
Битва при Могачі (1866)